# فرانکو-نوادا
فرانکو-نوادا (انگلیسی: Franco-Nevada) شرکت استخراج معدن کانادایی است، که در سال ۲۰۰۸ تأسیس شد.